# نوخا، هند
نوخا (به انگلیسی: Nokha) یک منطقهٔ مسکونی در هند است که در بخش روتاس واقع شده‌است. نوخا ۱۳٫۴۵ کیلومتر مربع مساحت و ۲۷٬۳۰۲ نفر جمعیت دارد.